# Bartoniek Géza
Bartoniek Géza (Szárazpatak, 1854. szeptember 5. – Budapest, 1930. február 11.) pedagógus, fizikus. Lánya Bartoniek Emma (1894–1957) történész, bibliográfus.

## Életútja
Középiskolái tanulmányait Nagyszombatban és Pozsonyban, az egyetemet Budapesten végezte. 1879-től 1886-ig a Fizikai intézetben Eötvös Loránd tanársegéde volt. Ezután lett a budapesti VI. kerületi állami polgáriskolai tanítóképző intézet rendes tanára.
Az MKE Budapesti Osztály választmányi tagja (1889). 1895-től az akkori kultuszminiszter, Eötvös Loránd megbízásából az Eötvös József Collegium szervezője, 1897-től pedig igazgatója volt.
A Budapesti Tudományegyetem 1921-ben tiszteletbeli doktorává avatta.

## Munkássága
Számos cikket, értekezést írt főként az elektromosság köréből. 1893 és 1896 között A Pallas nagy lexikona szakszerkesztő munkatársa volt. Az Eötvös József Collegium igazgatójaként magas színvonalon szervezte meg a középiskolai tanárok tudományos képzését.

## Főbb művei
- Elektromos halló és beszélő készülék. Fotofon. Természettudományi Közlöny, 1882.
- Az ég szokatlan pirossága 1883-ban. Természettudományi Közlöny, 1884.
- Uj módszer a hangterjedés sebességének meghatározására. Akadémiai Értesítő, 1886.
- Hangtani kisérletek. Természettudományi Közlöny pótfüzete, 1889.
- Az elektromos és fényjelenségek rokonsága. Természettudományi Közlöny, 1889.

## Források

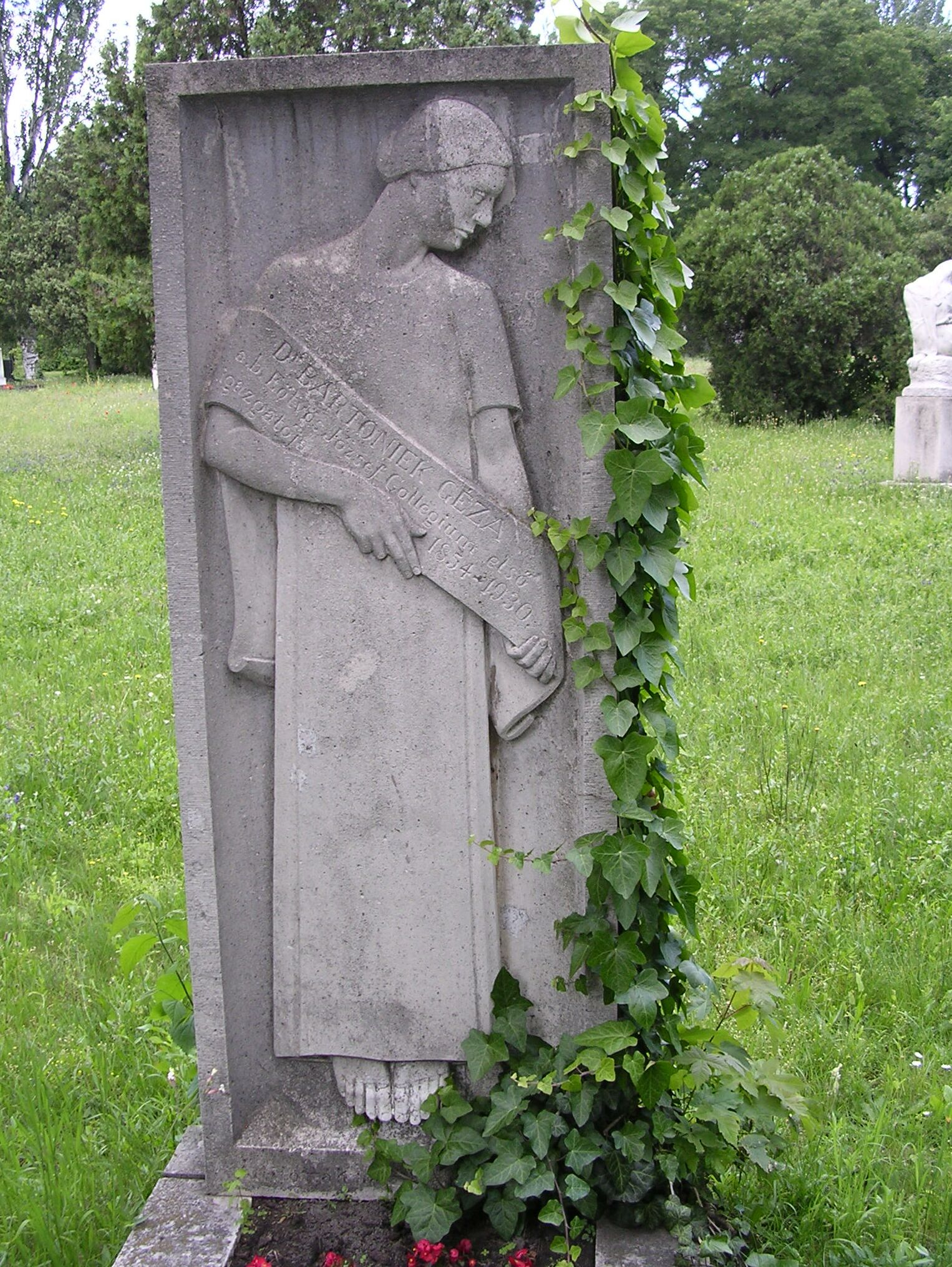
Sírja a Fiumei úti sírkertben. Pátzay Pál alkotása